# 吕姆斯特
吕姆斯特（荷蘭語：Rumst，荷蘭語發音：[rʏmst]）是比利时弗拉芒大區安特衛普省安特衛普區的一个市镇，通行荷蘭語，是弗拉芒社群的一部分，面积5.99平方千米，人口15,114人（2018年1月1日）。

## 地理
代勒河与内特河在此汇流为吕珀尔河。

## 经济
和博姆一样，吕姆斯特的工业曾主要集中在生产砖等粘土产品，但该产业在20世纪70年代后基本上消失了。